# Karshi Challenger
Il Karshi Challenger è stato un torneo professionistico di tennis maschile giocato sul cemento, che faceva parte dell'ATP Challenger Tour. Si giocava a Qarshi in Uzbekistan.

## Albo d'oro

### Singolare
| Anno | Campione               | Finalista        | Score            |
| ---- | ---------------------- | ---------------- | ---------------- |
| 2018 | Jahor Herasimaŭ (2)    | Sergey Betov     | 7–6(3), 2–0 rit. |
| 2017 | Jahor Herasimaŭ (1)    | Cem İlkel        | 6–3, 7–6(4)      |
| 2016 | Marko Tepavac          | Dudi Sela        | 2–6, 6–3, 7–6(4) |
| 2015 | Tejmuraz Gabašvili (2) | Evgenij Donskoj  | 5–2 rit.         |
| 2014 | Nikoloz Basilašvili    | Chase Buchanan   | 7–6(5), 6–2      |
| 2013 | Tejmuraz Gabašvili (1) | Radu Albot       | 6–4, 6–4         |
| 2012 | Igor' Kunicyn          | Dzmitry Zhyrmont | 7–6(10), 6–2     |
| 2011 | Denis Istomin (3)      | Blaž Kavčič      | 6–3, 1–6, 6–1    |
| 2010 | Blaž Kavčič            | Michael Venus    | 7–6(6), 7–6(5)   |
| 2009 | Rainer Eitzinger       | Ivan Serheev     | 6–3, 1–6, 7–6(3) |
| 2008 | Denis Istomin (2)      | Michail Elgin    | 6–3, 7–6(4)      |
| 2007 | Denis Istomin (1)      | Marsel İlhan     | 6–1, 6–4         |

### Doppio
| Anno | Campione                                  | Finalista                               | Score               |
| ---- | ----------------------------------------- | --------------------------------------- | ------------------- |
| 2018 | Timur Khabibulin Vladyslav Manafov        | Sanjar Fayziev Jurabek Karimov          | 6–2, 6–1            |
| 2017 | Denys Molčanov Serhij Stachovs'kyj        | Kevin Krawietz Adrián Menéndez Maceiras | 6–4, 7–6(7)         |
| 2016 | Enrique López-Pérez Jeevan Nedunchezhiyan | Aleksandre Metreveli Dmitry Popko       | 6–1, 6–4            |
| 2015 | Yuki Bhambri Adrián Menéndez Maceiras     | Sergey Betov Michail Elgin              | 5–7, 6–3, [10–8]    |
| 2014 | Sergey Betov Alexander Bury               | Gong Maoxin Peng Hsien-yin              | 7–5, 1–6, [10–6]    |
| 2013 | Chen Ti Guillermo Olaso                   | Jordan Kerr Konstantin Kravčuk          | 7–6(5), 7–5         |
| 2012 | Hsin-han Lee Peng Hsien-yin               | Brydan Klein Yasutaka Uchiyama          | 6(5)–7, 6–4, [10–4] |
| 2011 | Michail Elgin Aleksandr Kudrjavcev        | Konstantin Kravčuk Denys Molčanov       | 3–6, 6–3, [11–9]    |
| 2010 | Gong Maoxin Li Zhe                        | Divij Sharan Vishnu Vardhan             | 6–3, 6–1            |
| 2009 | Sadik Kadir Purav Raja                    | Andis Juška Deniss Pavlovs              | 6–3, 7–6(4)         |
| 2008 | Łukasz Kubot Oliver Marach                | Andreas Haider-Maurer Philipp Oswald    | 6–4, 6–4            |
| 2007 | Andrew Coelho Adam Feeney                 | Ivan Dodig Horia Tecău                  | 6–2, 3–6, [10–7]    |